# Юрченко Володимир Васильович
Володимир Васильович Юрченко (біл. Уладзімір Васілевіч Юрчанка; нар. 26 січня 1989, Могильов, Білоруська РСР) — білоруський футболіст, нападник.

## Клубна кар'єра

### Ранні роки
Вихованець могилівських спортивних шкіл «Хімволокно» та «Дніпро-Трансмаш», перший тренер — Валерій Семенович Чаплігін.
2006 року отримав запрошення до мінського «Динамо» з могилівського «Дніпра». У сезоні того ж року дебютував у чемпіонаті Білорусії у складі «Динамо». Під час сезону 2007 року увійшов до основного складу команди.
У січні 2008 року перебував на перегляді у петербурзькому «Зеніті», який брав участь у Кубку чемпіонів Співдружності 2008. Взяв участь у всіх чотирьох матчах турніру, які провів дубль команди, і в кожному матчі відзначався по одному голу, став найкращим бомбардиром турніру.
Очікувалося, що Юрченко підпише контракт із «Зенітом», однак він вирушив на збір разом із раменським «Сатурном», після завершення якого підписав контракт на 5 років. За два сезони, проведених у «Сатурні», зіграв за команду у 6 матчах чемпіонату та відзначився одним голом. У січні 2010 року побував на перегляді у «Хімках».

### 2010
Сезон 2010 року провів в оренді в могильовському «Дніпрі». Був стабільним гравцем основного складу, відзначився 9-ма голами у чемпіонаті. Допоміг могильовському клубу вийти в плей-оф Ліги Європи, відзначився 6-ма голами. Наприкінці 2010 року повернувся в «Сатурн», але незабаром раменський клуб припинив своє існування, і Юрченко як вільний агент змушений шукати був новий клуб.

### 2011
У березні 2011 року офіційно став гравцем солігорського «Шахтаря». Однак за солігорський клуб встиг пограти лише місяць, після чого отримав серйозну травму в тренувальному матчі за молодіжну команду й вибув до кінця сезону. У лютому 2012 року контракт з «Шахтарем» завершився й вирішено було його не продовжувати.

### 2012
Однак 30 березня 2012 року Юрченко підписав новий 2-річний контракт із солігорцями й майже відразу відправився в оренду в жодинське «Торпедо-БелАЗ», для ігрової практики. Але закріпитися в жодинському клубі Юрченку не вдалося. 23 липня 2012 року покинув «Торпедо-БелАЗ» й до завершення сезону перейшов в оренду у «Дніпро» (який на той час виступав у Першій лізі).
У могильовському клубі одразу почав забивати. У своєму другому матчі за «Дніпро» допоміг перемогти «Вітебськ» (6:0), забив 3 м’ячі та віддав 2 результативні передачі. Загалом відзначився 10-ма голами у 12 матчах, а команда вийшла до Вищої ліги.

### 2013
Після закінчення оренди повернувся до «Шахтаря», де мала визначатися його подальша кар’єра. Керівництво клубу хотіло залишити Володимира в «Шахтарі», а сам гравець виявляв бажання поїхати в Могильов. У підсумку керівництво клубу пішло на зустріч гравцеві, і в січні 2013 року Юрченка віддали в оренду «Дніпру» на півроку.
У складі «Дніпра» спочатку виступав переважно на позиції правого форварда. Але не зміг проявити себе належним чином, відзначився лише одним голом (4 травня 2013 року приніс перемогу над БАТЕ з рахунком 2:1). Після закінчення оренди влітку 2013 року намагався працевлаштуватися за кордоном, але зрештою знову поїхав до Могильова до завершення сезону 2013 року. Але місця в основі для нього не знайшлося, тому Володимир лише зрідка виходив на заміни. У червні-липні безуспішно побував на переглядах у самарських «Крилах Рад» та запорізькому «Металурзі».

### 2014
Після закінчення оренди наприкінці 2013 року повернувся до «Шахтаря». Новий головний тренер солігорської команди Сергій Баровський вирішив дати Юрчанку шанс залишитися в команді. Юрченко пройшов передсезонну підготовку з «Шахтарем» і в результаті розпочав сезон 2014 року як гравець «гірників».
У «Шахтарі» грав переважно за дублюючий склад, за основну команду виходив на поле лише в чотирьох матчах, в яких результативними діями не відзначався. У червні 2014 року солігорський клуб виставив гравця на трансфер.
У липні 2014 року стало відомо, що Юрченка засудили до чотирьох місяців за ухилення від покарання. Після звільнення з в'язниці та закінчення контракту із солігорським клубом почав підтримувати форму у берестейського «Динамо».

### 2015
З січня 2015 року наполегливо тренувався з «Динамо», а 13 лютого 2015 року підписав контракт з берестейським клубом. Через травму пропустив старт сезону 2015 року, а в червні почав виходити на поле, переважно з лави запасних.

### 2016
У лютому 2016 року підписав контракт з «Дніпром». У сезоні 2016 року забив 5 м'ячів у 25 матчах Першої ліги і вдруге допоміг могильовчанам повернутися до еліти.

### 2017
Після закінчення терміну контракту в січні 2017 року покинув «Дніпро», однак згодом знову почав тренуватися з командою і в лютому підписав новий контракт. У своєму першому матчі 8 квітня проти «Вітебська» відзначився голом, який став для нападника першим у Прем'єр-лізі з 2013 року. Однак місця в основному складі для Юрченка не знаходилося, зазвичай він виходив на заміну лише наприкінці матчу. У липні 2017 року покинув могильовський клуб.
З вересня 2017 року і до кінця сезону виступав у Першій лізі за «Оршу».

### 2018
У першому півріччі 2018 року залишився без команди, а в серпні перейшов до клубу Другої ліги «Горки», за який до кінця року зіграв у двох матчах.

## Кар'єра в збірній
Виступав за молодіжну збірну Білорусі. Брав участь у молодіжному чемпіонаті Європи 2009 року. 12 жовтня 2010 року у вирішальному матчі проти збірної Італії до фіналу чемпіонату Європи 2011 року на п'ятій хвилині зробив дубль, що дозволило білоруській команді потрапити у фінальний турнір. Сам Юрченко, однак, незадовго до початку чемпіонату отримав серйозну травму і не зміг взяти в ньому участь.
2 листопада 2010 року отримав свій перший виклик до національної збірної Білорусі, але згодом отримав травму й був відзаявлений з товариського матчу проти Омана.
У 2012 році виступав за олімпійську збірну Білорусі на турнірі в Тулоні, але не потрапив на Олімпіаду 2012 року в Лондоні.

## Цікаві факти
Забиті м'ячі Юрченко традиційно святкує кульбітами через себе.

## Досягнення
- Білоруська футбольна вища ліга
  -  Срібний призер (2): 2006, 2011
  -  Бронзовий призер (1): 2014

- Перша ліга Білорусі
  -  Чемпіон (1): 2012

- Кубок Білорусі
  -  Володар (1): 2013/14